# Pedro Celestino Negrete
Pedro Celestino Joseph Negrete y Falla (Carranza, 14 de maio de 1777 – Bordéus, 11 de abril de 1846) foi um político e militar espanhol naturalizado mexicano que serviu como membro do governo provisório do México após a abolição do Primeiro Império Mexicano, devido à rebelião dos apoiadores do Plano de Casa Mata.
Combateu ao lado de Agustín de Iturbide no exército realista, durante a Guerra da Independência do México. Foi colaborador próximo de Iturbide, a quem pressionou para que abdicasse da coroa do Império Mexicano.

## Início de vida e serviço militar
Pedro Celestino Joseph Negrete y Falla nasceu em 19 de maio de 1777 em San Esteban, no Valle de Carranza, província de Vizcaya. Negrete serviu no exército de seu país natal, foi seminarista em Vergara e guarda-marinha em Ferrol.
Em 1802, partiu para Nova Espanha, onde, como tenente da fragata, perseguiu os corsários. Em 1808, iniciou-se uma rebelião de mercadores, o que obrigou Negrete a deixar o país, voltando em 1810 para fazer parte do exército realista e lutar contra os insurgentes. Em 1811, se tornou coronel nos exércitos de Puebla, Toluca, Querétaro e os dragões da Espanha. Posteriormente, foi promovido a brigadeiro.

## Supremo Poder Executivo
Em 1821, Negrete aderiu ao Plano de Iguala. Depois que Agustín de Iturbide se coroou imperador do México, decidiu apoiar o Plano de Casa Mata e, usando sua amizade com Iturbide, pressionou-o a abdicar. Após a abdicação de Iturbide, o poder executivo ficou sem representação e assim o congresso criou um governo provisório composto pelos generais Pedro Celestino Negrete, Nicolás Bravo e Guadalupe Victoria; no entanto, por ausência destes dois últimos, José Mariano Michelena, Miguel Domínguez e o general Vicente Guerrero foram designados em seu lugar. Negrete presidiu duas vezes o Poder Executivo Supremo. Em 4 de outubro de 1824, promulgou-se a Constituição dos Estados Unidos Mexicanos, adotando o sistema de governo federal republicano, representativo e popular.
O país foi dividido em 19 estados, 4 territórios dependentes do centro e do Distrito Federal. Além disso, o governo foi dividido em poderes legislativo, executivo e judiciário. Esta constituição foi amplamente inspirada na separação de poderes das constituições francesa, estadunidense, e de Cádiz. Esteve em vigor de 4 de outubro de 1824 a 30 de abril de 1836, sendo substituída pela reescrita centralista de Santa Anna.

## Últimos anos e morte
Em 10 de outubro de 1824, o general Guadalupe Victoria assume o cargo de primeiro presidente do México. Embora o forte de San Juan de Ulúa — último reduto do poder espanhol no México, no porto de Veracruz — tivesse sido abandonado em 1825, alguns peninsulares ainda alimentavam noções de restauração da monarquia, aproveitando o descontentamento geral contra o governo independente. Então, os frades Joaquín Arenas e Francisco Martínez, junto a alguns oficiais militares mexicanos e espanhóis, incluindo Negrete e Echávarri, se rebelaram contra o governo de Guadalupe Victoria. Em 9 de janeiro de 1827, essa conspiração foi descoberta. Os líderes foram julgados, os frades foram condenados à morte e Negrete e Echávarri foram exilados. Pedro Celestino partiu para Bordéus, na França, onde acabou morrendo em 1846, aos 68 anos.